# Hy4 4yh
hy4_4yh（ハイパーヨーヨ）は、yukarin（ゆかりん）とchanchala（ちゃんちゃら）の2MCで構成される日本のガールズ・ラップ・ユニット。通称「ハイパヨ☆」

## 概要
旧名義「OTOME⑤」（おとめっこ）「YO_OY」（ヨーヨ）「hy4_4yh（ハイパーヨーヨ）」の流れを経て、2014年よりユカリン、チャンユミとの2MCのガールズ・ラップ・ユニットとして本格的活動が開始される。2016年8月、ユニバーサルミュージックよりメジャーデビューした。
2021年まで、作詞家の江崎マサルがプロデューサーを担当していた。
ヒップホップグループRHYMESTERとは「師弟関係」にある。

## メンバー
yukarin（ゆかりん：中島由香利)
1989年1月7日（36歳）マイクロフォンNo.1。東京都豊島区出身。愛称は「あたいちゃん」
特技はフリースタイルラップとMCバトル。影響を受けたアーティストはRHYMESTER・安室奈美恵・牧野アンナなど。
chanchala（ちゃんちゃら：坂越由実子）
1989年3月22日（35歳）マイクロフォンNo.2。東京都江戸川区出身。愛称は「ちゃんさん」
特技はウクレレ弾き語り、ギター弾き語り・ものまね。影響を受けたアーティストは
RHYMESTER・中島みゆき・カーディ・Bなど。

### 元メンバー
Milano（みらの：神岡実羅乃）
1989年10月13日（35歳）。神奈川県横浜市出身。
2008年10月17日、学業専念のために脱退。
DJ Chiharu（サダチ：佐達ちはる）
1986年9月21日（38歳）。東京都出身。
2014年1月、首の負傷から、「DJ Sadachi」としてサポートメンバーとなる。
2014年3月、海外移住のため名誉サポーターとなる。

## 略歴
女性ミュージカル集団「東京メッツ」解散後、同団体の中から選抜された古川英利子、yukarin、Chanyumi、Milano、Sadachiの5人により、2005年5月14日、1日限定のユニットとして「OTOME⑤」（おとめっこ）を結成。デビュー日に初ライブ、そして同日に解散した。
当初のOTOME⑤から古川英利子が脱退、代って今井仁美が加入し、翌2005年6月に本格的に「YO_OY」（ヨーヨ）として活動開始。由来は顔文字のピースサイン。2005年8月26日、初のアルバム「YO盤!」で自主盤デビュー。
2006年、当初の「YO_OY（ヨーヨ）」から今井仁美が脱退し、4人組の美メロラップグループ「hy4_4yh（ハイパーヨーヨ）」に改名した。2008年10月17日、Milanoが学業優先のため脱退した。
2010年1月24日には石丸電気の社歌を歌うユニットとして別名義「いしまるっ子クラブ」としても活動開始。当時の秋葉原石丸電気にて初登場。同年9月26日にいしまるっ子クラブ名義のシングルCDが発売された。そして同年秋頃より同ユニット名義のオリジナル曲が作られた。2011年3月26日、本店閉店に伴い解散した。
2011年、吉田豪の監修によるコンピレーションアルバム「ライブアイドル入門」に収録されたことで注目され、HMVで紹介されるようになる。2014年3月、Sadachiが脱退。
2014年4月、RHYMESTERのステージに感銘を受け、ユカリン、チャンユミとの2MCのガールズ・ラップ・ユニットとして本格的活動が開始される。2016年8月、ユニバーサルミュージックよりメジャーデビュー。
2017年12月、春風亭一之輔プロデュースで落語ラップを発明し、「SHIBAHAMAX〜シバハマだいたいこんなかんじ」をリリース。
2018年5月、念願であったRHYMESTER主催音楽フェス「人間交差点」への出演を果たす。
2019年1月、PlayStation 4秋冬ラインナップのCMソングに起用される。
2020年、結成15周年の記念に15ヶ月連続配信リリース開始。
2021年 ライムスター宇多丸が選ぶ「アイドル的ソング」2020年で『お家で聴きたいサマードライブ・アンセム』が第1位に輝く。ベストテレビ朝日「フリースタイル・ティチャー」に出演。
同年9月6日、総合プロデューサーの江崎マサルが8月31日に死去したことを発表。

## エピソード
- RHYMESTERを師匠に持つ。TBSラジオ「アフター6ジャンクション」で生ライブをした際、宇多丸が「これはもう弟子筋と言っていいんじゃないでしょうか」と生放送中にコメント。また、人間交差点出演時に出演者全員に渡された手書きメッセージカードに「可愛い弟子達がカマすとこ楽しみにしています」と書かれていた。
- RHYMESTERのMummy-Dから「君たちにだけにB-BOYイズムをカバーする事を公式に許可すると言われた。
- MCチャンは中学2年生の時にポルノグラフィティの2003年のツアー74ers LIVE に主役の少年として抜擢されたことがあり、2018年に15年ぶりの時を経てマスタリングスタジオで偶然新藤晴一と再会した。
- MCあたい。はドラマで浅香光代の子供時代を演じたことがある。
- 矢口真里の火曜The NIGHTにて、矢口真里にコラボラップユニット結成を依頼したところ快諾される。ユニット名は「ハイパーカジュアル」
- 宇多丸から「宇多丸チルドレン」と命名される。また、『プライベートを徹底して切り売りしない。SNSも苦手』というスタンスより、「君たち（hy4_4yh）のやり方は80年代のやり方」と指摘[9]。
- KAMINOGEファミリーでもある[10]。
- 春風亭一之輔がパーソナリティーを務めるSUNDAY FLICKERSファミリーでもある。
- 氣志團綾小路翔から今、一番カッコいい女子達と賞される。
- 2023年頃から日本一の総合格闘技イベント『RIZIN』とタッグを組んでおり、「ヤバいだろ！」という発言で有名になった格闘家・梅野源治の入場のたびに、（梅野には一切知らされないまま、）hy4_4yhが登場して『YAVAY！(輸出ver.)』 の生歌を披露する演出が行われている[11]。（※hy4_4yhの登場した大会は、RIZIN.40、RIZIN.43、RIZIN LANDMARK 6、RIZIN.47など）。2023年6月のRIZIN.43では、梅野が最初はELLEGARDENのSalamanderで入場していたが、途中からhy4_4yhが登場して生歌の「YAVAY！(輸出ver.)」に変更になり、梅野のセコンドもhy4_4yhのバックダンサー化するという演出となり、梅野を困惑させた。[映像 1]
- そのため、RIZINでは梅野源治が試合をするたびにhy4_4yhの2人が登場することから、総合格闘技ファン（RIZINファン）の間では、hy4_4yhの認知度が異様に高い。また、RIZINのイベントにhy4_4yhが登場するたびに、hy4_4yhの検索数やアクセス数が、RIZINイベントの日から数日間、普段の数十倍に跳ね上がる現象が毎回起きている[12]。

## 作品

### YO_OY名義
アルバム
| #  | タイトル | 発売日 | 備考 |
| -- | -------- | ------ | ---- |
| 01 | YO盤!    | 2005年 |      |

### hy4_4yh（ハイパーヨーヨ）名義

#### マキシシングル
| #  | タイトル                               | 発売日         | 備考 |
| -- | -------------------------------------- | -------------- | --- |
| 01 | ミミララ未来                           | 2008年05月03日 | C/W サクライブキ/JOIN (2008ver.) |
| 02 | 勝手にシンデレラII                     | 2008年07月12日 | C/W 好き。。。〜茅ヶ崎の天使/Rock'nどっきんサマー |
| 03 | たいようといっしょ                     | 2008年10月13日 | C/W ジェネレーションX-NEO/HAPPY BIRTHDAY to me |
| 04 | シンガロング                           | 2009年04月19日 | C/W 転生フェニックス/ハイパーヨーヨのスピード狂時代 |
| 05 | ハミングバード                         | 2009年07月26日 | C/W ヘロー!ベイベー!!/20 Flight to Rock |
| 06 | OH!青春!!                              | 2009年11月11日 | C/W ハイパーアワー!/ありが to Ｕ（ジャケットは赤盤・青盤の2タイプあり）                                                                                                 |
| 07 | ハルウタ                               | 2010年04月18日 | C/W 君!きみ!キミ!KIMI!/UTATTA |
| 08 | 444のキセキ                            | 2010年07月04日 | C/W I ♥ LIVE/たからもの |
| 09 | SPEEDY WONDER                          | 2010年12月19日 | C/W アタシのヒカリ/BURRRN バンザイ!! |
| 10 | U☆CHU                                  | 2012年02月22日 | C/W ミルクセーキとポップコーン（ローソン・HMV独占盤） |
| 11 | We ♡ OT/完全攻略 (Live Edit)           | 2012年03月21日 | ローソン・HMV独占盤、Negiccoとのスプリット盤 |
| 12 | ゆけゆけGOGO女の子!!                   | 2012年04月04日 | ローソン・HMV独占盤、444枚限定盤 |
| 13 | BEACH POWER                            | 2012年07月11日 | C/W さまぁ〜ライフ/海の日々。2012（ビーチバレーJBVツアー2012オフィシャルソング）                                                                                        |
| 14 | TAMA FREE!                             | 2012年10月03日 | ローソン・HMV独占盤、TBS RADIO ライムスター宇多丸のウィークエンド・シャッフル公式曲                                                                                     |
| 15 | ティッケー大作戦!〜YAVAY               | 2013年04月04日 | C/W HYPER TICKEEE QUEENの歌/TAMA FREE!魔改造 ver.（通常盤・デラックス盤の2タイプあり※DX盤にはFUNKOT Remixアルバム付き）インドネシアの音楽であるファンコットを導入した。 |
| 16 | はなびーと                             | 2013年07月10日 | C/W ティッケー音頭/世界で一番可愛がってくれる人（通常盤・デラックス盤の2タイプあり※DX盤にはLIVEアルバム付き）                                                           |
| 17 | ぶくぶく/×YO××                         | 2014年04月23日 | ハイパーエレキテル連合名義（日本エレキテル連合とコラボ） |
| 18 | ティッケー・オン・ザ・ビーチ           | 2014年07月30日 | C/W ティッケー・オン・ザ・ビーチ(FUNKOT ver.)/マイクチェックのうた 2014                                                                                                 |
| 19 | YAVAY JAPAN 2020/OH!SISTA              | 2014年12月03日 | C/W OH! SISTA/マYAVAY JAPAN 2020 (inst.) （ジャケットは初回限定 紙ジャケデジパック仕様）                                                                                |
| 20 | LOVE GENOME/天国⇔地獄 2015             | 2015年05月13日 | 両A面（ラヴソング）シングル |
| 21 | SHIBAHAMAX〜シバハマだいたいこんなんじ | 2017年12月20日 | 春風亭一之輔師匠プロデュース（感謝感激雨アラレコード） |
| 22 | 人間交差点 午前10時40分                | 2018年7月18日  | RHYMESTER主催都市型野外フェス「人間交差点」に祝・出演記念作品。C/Wザ：ファミリー〜犬猫家族物語                                                                          |

#### アルバム
| #   | タイトル               | 発売日         | 備考                                                                                         |
| --- | ---------------------- | -------------- | -------------------------------------------------------------------------------------------- |
| 01  | ハイパーヨー盤         | 2006年05月28日 |                                                                                              |
| 02  | 続ハイパーヨー盤       | 2007年01月07日 |                                                                                              |
| 03  | ハイパーヨー盤3 夏の章 | 2007年08月05日 |                                                                                              |
| 04  | ハイパーヨー盤3 冬の章 | 2007年11月23日 |                                                                                              |
| 05  | ハイパーヨー盤4        | 2012年05月16日 |                                                                                              |
| 06  | STAR☆TING              | 2014年01月29日 | J-WAVEのレーベルより発売                                                                     |
| 07  | ハイパヨ△の青春J-RAP   | 2015年10月28日 | 日本のラップ曲のカバーアルバム                                                               |
| 08  | YAVAY                  | 2016年8月10日  | メジャーファーストアルバム（ユニバーサルミュージック）                                       |
| 09  | LAST ALBUM 20s         | 2018年12月26日 | 二十代最後の記念アルバム                                                                     |
| 010 | 十五執念漂流記         | 2021年8月18日  | 結成15周年を記念して行った15ヶ月連続配信リリースを全曲リマスタリングしたコンプリートアルバム |

#### ベスト・アルバム
| #  | タイトル                                             | 発売日         | 備考               |
| -- | ---------------------------------------------------- | -------------- | ------------------ |
| 01 | ハイパーヨー盤 + 続ハイパーヨー盤                    | 2012年02月22日 | 全曲リマスタリング |
| 02 | ハイパーヨー盤3〜夏の章&冬の章                       | 2012年03月21日 | 全曲リマスタリング |
| 03 | HYPER SINGLE COLLECTION＋2 :The Early Days 2008-2010 | 2012年11月21日 |                    |
| 4  | 再生黙示録                                           | 2019年７月31日 | 全曲再録＋新曲収録 |

#### 配信
| #  | タイトル                                                       | 発売日         | 備考 |
| -- | -------------------------------------------------------------- | -------------- | --- |
| 01 | アトロクション！（ラジオラライブ・セッション）                 | 2018年08月24日 | TBSラジオ アフター6ジャンクションの「LIVE & DIRECT」でのスタジオ生LIVE音源ver.。アフター6ジャンクションの番組応援ソング。 TBSラジオ アフター6ジャンクションの「LIVE & DIRECT」レーベルの第一弾。                              |
| 02 | 人間交差点 午前10時40分（ラジオライブ・セッション）            | 2018年08月24日 | アフター6ジャンクションの「LIVE & DIRECT」でのスタジオ生LIVE音源ver. |
| 03 | アトロクション！（NEW JUNCTION SWING ver.）                    | 2018年11月23日 | アフター6ジャンクションの番組応援ソングのニュージャックスイングver. |
| 04 | 東京パヨリンピック                                             | 2020年03月25日 | 結成15周年記念 15ヶ月連続配信リリースの第一弾！勝手に東京オリンピック応援ソング |
| 05 | ザリガニ（ハイパヨだけver.）                                   | 2020年04月29日 | 結成15周年記念 15ヶ月連続配信リリースの第二弾！中野聡子（日本エレキテル連合）作詞。 |
| 6  | あなたはわたしにやさしいね（改)                                | 2020年5月 27日 | 結成15周年記念 15ヶ月連続配信リリースの第三弾！Take It Lowをトラックメイカーに起用。 |
| 7  | お家で聴きたいサマードライブ・アンセム                         | 2020年6月24日  | ライムスター宇多丸が選ぶ「アイドル的ソング」で第1位に輝く。 結成15周年記念 15ヶ月連続配信リリースの第四弾！CITY POP✖️RAPの爽やかなサウンド。                                                                                  |
| 8  | ＃（sharp）                                                    | 2020年7月29日  | 結成15周年記念 15ヶ月連続配信リリースの第五弾！後期ビートルズサウンド風な傑作。 |
| 9  | カレーキッド                                                   | 2020年8月26日  | 結成15周年記念 15ヶ月連続配信リリースの第六弾！全国三千万のカレーファンに送るカレー賛歌 FUNKOTの伝道師、高野政所をトラックメイカーにむかえたYAVAYダンスミュージック。                                                         |
| 10 | SMK〜サンマは目黒にかぎる（feat.春風亭一之輔）                 | 2020年9月30日  | 春風亭一之輔プロデュース、作詞。アレンジは住友紀人。ジャケットは田中秀幸。 ミュージックビデオはスミス監督。作曲は江崎マサル。古典落語の目黒のさんまをラップにした落語ラップ の第二弾にして結成15周年連続配信リリースの第7弾。 |
| 11 | せいいっぱいの恋（完成形ver.）                                 | 2020年10月28日 | メンバーの実体験を元にしティーンエイジャーのを主人公としたストーリー仕立ての失恋ソング。 結成15周年連続配信リリースの第8弾。完成までに15年を要している。                                                                      |
| 12 | ハイパヨ☆クリスマス                                            | 2020年11月23日 | 結成15周年記念 15ヶ月連続配信リリースの第9弾！庶民のクリスマスをコンセプトにしたクリスマスソング。 |
| 13 | JOIN（完成形ver.）                                             | 2020年12月30日 | 結成15周年記念 15ヶ月連続配信リリースの第10弾！失恋ラップバラード。 |
| 14 | Dear                                                           | 2021年1月27日  | 結成15周年記念 15ヶ月連続配信リリースの第11弾！TrapとJ-Popを絶妙に融合した新境地を切り開いた身近な愛する者たちへのラブレターソング                                                                                            |
| 15 | 君はヒップホップを聴かない                                     | 2021年2月24日  | 結成15周年記念 15ヶ月連続配信リリースの第12弾！あいみょんの「君はロックを聴かない」の勝手にアンサーソング |
| 16 | おうちで聴きたいナイトドライブ・アンセム〜キミトナイトフライト | 2021年3月31日  | 結成15周年記念 15ヶ月連続配信リリースの第13弾！ライムスター宇多丸が選ぶ「アイドル的ソング」で第1位に輝いたお家で聴きたいサマードライブ・アンセム のセルフアンサーソング。CTYPOP＋TRAPの新感覚サウンド。                       |
| 17 | 俺いいね！                                                     | 2021年4月28日  | 結成15周年記念 15ヶ月連続配信リリースの第14弾！KAMIKOGE74号の表紙コピー文からインスパイアされたHIPHOPソング！ |
| 18 | 十五執念漂流記                                                 | 2021年5月26日  | ライムスター宇多丸曰く荒業と称した、15ヶ月連続配信リリース企画。その第15弾！にしてラスト曲！ここまでのキセキとここからのキセキを詰め込んだエモいHIPHOP                                                                        |
| 19 | スターと誕生                                                   | 2021年6月30日  | |
| 20 | 石ころみたいにひとりぼっちで、命の底から駆け抜けるんだ (Cover) | 2021年8月25日  | iTunes Storeのヒップホップ／ラップにチャートイン |
| 21 | LIVE&DIRECT～赤坂は夜の7時                                     | 2022年2月9日   | |
| 22 | ゆけゆけGOGO女の子！！                                         | 2024年2月10日  | |
| 23 | Keep Running                                                   | 2024年2月16日  | |
| 24 | LOVE GENOME                                                    | 2024年4月4日   | |

#### DVD
| タイトル                              | 発売日         | 備考 |
| ------------------------------------- | -------------- | ---- |
| ハイパーヨーヨのぱーっとやってみよう! | 2009年03月15日 |      |

#### 客演（フィーチャリング）
| タイトル                                           | 発売日         | 曲名                                       | 備考                                                                                      |
| -------------------------------------------------- | -------------- | ------------------------------------------ | ----------------------------------------------------------------------------------------- |
| 萌レゲェ                                           | 2008年08月06日 | 7曲目「AUTOMATIC」 8曲目「BOY MEETS GIRL」 |                                                                                           |
| アニメ☆ダンス BEST GIG                             | 2010年05月26日 | 20曲「男女」                               |                                                                                           |
| HMV入門編シリーズ 吉田豪監修「ライブアイドル入門」 | 2011年08月31日 | 13曲目「Power Record」                     |                                                                                           |
| Summer Rising                                      | 2013年05月06日 | 1曲目「Summer Rising」など数曲             | DJ JET BARONのアルバム。HIBIKILLAとともにゲストボーカルとして参加。                       |
| Hyper Funkot - 超速ダンス・トラックス              | 2013年06月19日 | 14曲目「Bomb A Head!」                     | DJ JET BARONのアルバム。                                                                  |
| Bomb A Head!生誕20周年記念盤〜ありがとう編〜       | 2013年11月20日 | 2曲目「Bomb A Head!」                      | m.c.A・Tの記念アルバムにゲストボーカルとして参加。                                        |
| Disney Rocks!!! Girl's Power!                      | 2014年01月22日 | 1曲目「ミッキーマウス・マーチ」            | ディズニー公式のオムニバスアルバム。1曲名は井上ジョーがアレンジ演奏ミックス等を手掛ける。 |
| T's MUSIC                                          | 2014年03月19日 | 6曲目「HOLE!」                             | 童子-Tのコンセプトアルバム。KOHEI JAPAN、LITTLEとともにゲストボーカルとして参加。         |

#### その他
- 日本最大級のダーツ大会「5STARS MAJOR TOURNAMENT」のオフィシャルテーマソングをアンタッチャブル柴田のフィーチャリングで楽曲提供。
- 「BEACH POWER」 - ビーチバレーJBVツアー2012のオフィシャルソングとして書き下ろし曲を提供。
- 「ジェネレーションX-NEO」 - REINA女子プロレス所属レスラー成宮真希の入場曲として使用されている。

いしまるッ子クラブ名義
マキシシングル
| タイトル     | 発売日         | 備考                                             |
| ------------ | -------------- | ------------------------------------------------ |
| 石丸電気の歌 | 2010年09月26日 | 旧石丸電気公認曲、石丸電気版とエディオン版がある |

ハイパーエレキテル連合名義
マキシシングル
| タイトル       | 発売日         | 備考                                     |
| -------------- | -------------- | ---------------------------------------- |
| ぶくぶく/×YO×× | 2014年04月23日 | 日本エレキテル連合の中野聡子が作詞を担当 |
| ふわふわ       | 2016年8月18日  | 日本エレキテル連合の中野聡子が作詞を担当 |

## 主なメディア出演
CM
- PlayStation 4「特別映像"PS4® Lineup Music Video｢LINEUP TOUR 2018(Dance Remix)｣ ft. ☆Taku Takahashi(m-flo) + YUC'e + hy4_4yh + カムラ ミカウ"」
- セシール（RAP&CM出演）

TV
- テレビ朝日、ABEMA 「フリースタイルティーチャー」にyukarin MCバトルで出演・2020年11月24日 -
- ライムスター宇多丸の水曜The NIGHT 2019年4月17日
- 矢口真里の火曜The NIGHT・2019年4月30日
- 矢口真里の火曜The NIGHT・2018年5月22日
- 深夜喫茶スジガネーゼ（2014年12月31日 - 、フジテレビ）
- musicる TV
- 「第2のアレ」 テレビ東京・2016年10月11日（レギュラー出演）
- 「BOOKSTAND TV」BS12 トゥエルビ・2018年3月20日
- 「魁！music」 フジテレビ・2016年8月3日（話題のグループとして紹介）
- 「ZIP!」 日本テレビ・2015年10月2日（話題のグループとして紹介）
- 「アフロの変」 フジテレビ・2014年11月21日（劔幹人による推薦）・2015年8月6日（LIVE出演）・2015年7月28日（番組アシスタントとして出演）
- 「ミュージックアレンジバトル!歌編」 日本テレビ・2015年4月21日（最優秀賞を受賞）
- 「今夜くらべてみました」 日本テレビ・2014年9月30日（アンジャッシュ渡部建が注目している女性アーティストとして出演）
- 新日本プロレス大作戦DX・2018年9月
- ライムスター宇多丸の水曜The NIGHT 2018年7月18日
- KダブシャインのHIPHOPカレッジ 2018年11月 -（順レギュラー）
- 新日本プロレス大作戦DX・2019年1月
- 新日本プロレス大作戦DX・2019年10月2日
- 新日本プロレス大作戦DX・2019年10月9日

ラジオ
- JFN「hy4_4yh(ハイパーヨーヨ)の「hy4_4yhデスマッチRadio Retunrs!!」（2018年3月よりレギュラー化）
- JFN「hy4_4yh(ハイパーヨーヨ)の「場外乱闘デスマッチRadio ♪」（2018年）
- オールナイトニッポン「コラボレートニッポン」パーソナリティー （ニッポン放送・2019年12月31日 - ）

雑誌
- 「週刊SPA!」（扶桑社・2016年12月）- 今週の顔に掲載
- VIVI
- 「KAMINOGE vol.56」（東邦出版・2016年7月） - 単独ロングインタビュー掲載
- 「KAMINOGE vol.44」（東邦出版・2015年8月） - スーパー・ササダンゴ・マシンとの対談記事
- 「KAMINOGE vol.38」（東邦出版・2014年12月） - 長州力との対談記事
- 「KAMINOGE vol.37」（東邦出版・2014年12月） - 嶋田隆司（ゆでたまご）との対談記事
- 「KAMINOGE vol.35」（東邦出版・2014年10月） - マッスル坂井との対談記事
- 「KAMINOGE vol.33」（東邦出版・2014年8月22日） - ロングインタビュー
- 「EYESCREAM」（CRESCE・2014年10月号）

ウェブ
- SUPER J-CUP 2016 優勝予想大アンケート（2016年8月6日、SUPER J-CUP 2016公式サイト）[14]
- 矢口真里の火曜The NIGHT #107(AbemaTV・2018年5月23日)

## イベント
主催イベント
ハイパヨ☆のHIPHOP武者修行（hy4_4yhがHIPHOPの修行をすべくHIPHOPの達人の胸をかりツーマンするイベントである）
- 修行その一：KEN THE 390
- 修行その二：DOTAMA
- 修行その三：サイプレス上野とロベルト吉野
- 修行その四：PES（RIP SLYME）2020年2月27日

イベント出演
- 「人間交差点 RHYMESTER presents 野外音楽フェスティバル 人間交差点 2018」（2018年）

配信番組
YouTube Live ハイパヨ☆TV」

## タイアップ
- 「SOFT DARTS トーナメント」（オフィシャルテーマソング「Darts To The Beat！！」feat.アンタチャブル柴田）
- 「PON!」（日本テレビ・エンディングテーマ「ゆけゆけGOGO女の子!!」）
- 「さんまのまんま」（フジテレビ・エンディングテーマ「ハミングバード〜Give Me Song」）
- 「ライムスター宇多丸のウィークエンドシャッフル」（TBSラジオ・公式コラボソング「TAMA FREE!!」)
- 文化放送「SHIBA-HAMAラジオ」のOPテーマに「SHIMAHAMAX〜シバハマだいたいかんなかんじ」が起用されている。